# Poker Face
För TV-serien med samma namn, se Poker Face.
Poker Face är en sång av Lady Gaga. Poker Face släpptes 2008 först på hennes debutalbum The Fame, och senare också som hennes andra singelskiva. Låten producerades av den svensk-marockanska producenten RedOne. Den har toppat flera av världens singeltopplistor.
I Dansbandskampen 2010 tolkades låten av Sweetshots.

## Listplaceringar
| Lista (2009)   | Topplacering |
| -------------- | ------------ |
| Australien     | 1            |
| Frankrike      | 1            |
| Norge          | 1            |
| Storbritannien | 1            |
| Sverige        | 1            |
| USA            | 1            |